# USS Nerka (SS-380)
Za druga plovila z istim imenom glejte USS Nerka.
USS Nerka (SS-380) je bila jurišna podmornica razreda balao v sestavi Vojne mornarice Združenih držav Amerike.
Toda zaradi uspešnega razvoja vojne so julija 1944 preklicani njeno izgradnjo.
Ime te podmornice so uporabili za podmornico v romanu Run Silent, Run Deep (Edward L. Beach, 1955).